# Cabera juncta
Cabera juncta är en fjärilsart som beskrevs av Barend J. Lempke 1939. Cabera juncta ingår i släktet Cabera och familjen mätare. Inga underarter finns listade i Catalogue of Life.